# Ronde van Spanje 2024/Zestiende etappe
De zestiende etappe van de Ronde van Spanje 2024 werd op 3 september verreden van Luanco naar Lagos de Covadonga.Het was een bergrit over 181,5 kilometer.
Marc Soler heeft de zestiende rit in de Vuelta gewonnen. De Spanjaard was de sterkste, boven op de mythische Lagos de Covadonga waar Ben O'Connor in de problemen kwam, en slechts enkele seconden overhield waardoor hij net zijn rode leiderstrui behield. De etappe werd echter overschaduwd door de opgave van Wout van Aert. In de afdaling van de Collada Llomena kwam de leider in de puntentrui en de bergtrui ten val en moest noodgedwongen opgeven.

## Uitslag
| Luanco – Lagos de Covadonga (181,5 km) |                       |                           |          |
| Plaats                                 | Naam                  | Ploeg                     | Tijd     |
| Winnaar                                | Marc Soler            | UAE Team Emirates         | 4u44'46" |
| 2                                      | Filippo Zana          | Team Jayco AlUla          | + 18"    |
| 3                                      | Max Poole             | Team dsm-firmenich PostNL | + 23"    |
| 4                                      | Jay Vine              | UAE Team Emirates         | + 57"    |
| 5                                      | Ion Izagirre          | Cofidis                   | + 1'02"  |
| 6                                      | Isaac del Toro        | UAE Team Emirates         | + 1'29"  |
| 7                                      | Marco Frigo           | Israel-Premier Tech       | + 1'35"  |
| 8                                      | Matthew Riccitello    | Israel-Premier Tech       | + 1'47"  |
| 9                                      | Enric Mas             | Movistar                  | +3'54"   |
| 10                                     | Richard Carapaz       | EF Education-EasyPost     | z.t.     |
|                                        |                       |                           |          |
| 14                                     | Martijn Tusveld       | Team dsm-firmenich PostNL | + 4'01"  |
| 30                                     | William Junior Lecerf | Soudal Quick-Step         | + 6'45"  |

| Algemeen klassement |                       |                            |            |
| Plaats              | Naam                  | Ploeg                      | Tijd       |
| Rode trui           | Ben O'Connor          | Decathlon AG2R La Mondiale | 65u09'00"  |
| 2                   | Primož Roglič         | Red Bull-BORA-hansgrohe    | + 5"       |
| 3                   | Enric Mas             | Movistar                   | + 1'25"    |
| 4                   | Richard Carapaz       | EF Education-EasyPost      | + 1'46"    |
| 5                   | Mikel Landa           | Soudal Quick-Step          | + 2'18"    |
| 6                   | David Gaudu           | Groupama-FDJ               | + 3'38"    |
| 7                   | Carlos Rodríguez      | INEOS Grenadiers           | + 3'53"    |
| 8                   | Mattias Skjelmose     | Lidl-Trek                  | + 4'00"    |
| 9                   | Florian Lipowitz      | Red Bull-BORA-hansgrohe    | + 4'27"    |
| 10                  | Pavel Sivakov         | UAE Team Emirates          | + 5'19"    |
|                     |                       |                            |            |
| 24                  | Steven Kruijswijk     | Visma \| Lease a Bike      | + 54'04"   |
| 42                  | William Junior Lecerf | Soudal Quick-Step          | + 1u11'47" |

## Nevenklassementen
| Puntenklassement |                   |                           |        |
| Plaats           | Naam              | Ploeg                     | Punten |
| Groene trui      | Kaden Groves      | Alpecin-Deceuninck        | 182    |
| 2                | Harold Tejada     | Astana Qazaqstan Team     | 95     |
| 3                | Pablo Castrillo   | Equipo Kern Pharma        | 93     |
| 4                | Marc Soler        | UAE Team Emirates         | 82     |
| 5                | Pavel Bittner     | Team dsm-firmenich PostNL | 81     |
|                  |                   |                           |        |
| 24               | Mauri Vansevenant | Soudal Quick-Step         | 48     |
| 43               | Gijs Leemreize    | Team dsm-firmenich PostNL | 35     |

| Bergklassement        |                  |                           |        |
| Plaats                | Naam             | Ploeg                     | Punten |
| Bolletjestrui (blauw) | Jay Vine         | UAE Team Emirates         | 56     |
| 2                     | Marc Soler       | UAE Team Emirates         | 42     |
| 3                     | Pablo Castrillo  | Equipo Kern Pharma        | 37     |
| 4                     | Filippo Zana     | Team Jayco AlUla          | 27     |
| 5                     | Marco Frigo      | Israel-Premier Tech       | 26     |
|                       |                  |                           |        |
| 17                    | Sylvain Moniquet | Lotto Dstny               | 11     |
| 28                    | Gijs Leemreize   | Team dsm-firmenich PostNL | 4      |

| Jongerenklassement |                       |                           |            |
| Plaats             | Naam                  | Ploeg                     | Tijd       |
| Witte trui         | Carlos Rodríguez      | INEOS Grenadiers          | 65u12'53"  |
| 2                  | Mattias Skjelmose     | Lidl-Trek                 | + 7"       |
| 3                  | Florian Lipowitz      | Red Bull-BORA-hansgrohe   | + 34"      |
| 4                  | Matthew Riccitello    | Israel-Premier Tech       | + 53'38"   |
| 5                  | Max Poole             | Team dsm-firmenich PostNL | + 1u12'18" |
|                    |                       |                           |            |
| 7                  | William Junior Lecerf | Soudal Quick-Step         | + 1u24'02" |
| 18                 | Gijs Leemreize        | Team dsm-firmenich PostNL | + 2u19'28" |

| Ploegenklassement |                            |            |
| Plaats            | Ploeg                      | Tijd       |
|                   | UAE Team Emirates          | 194u58'35" |
| 2                 | Red Bull-BORA-hansgrohe    | + 43'00"   |
| 3                 | Decathlon AG2R La Mondiale | + 1u20'18" |
| 4                 | Visma \| Lease a Bike      | + 1u30'39" |
| 5                 | Soudal Quick-Step          | + 1u49'16" |

## Uitvallers
- Callum Scotson (Team Jayco AlUla): niet gestart door ziekte
- Tom Paquot ( Intermarché-Wanty): niet gestart door ziekte
- Rémy Rochas ( Groupama-FDJ): niet gestart door ziekte
- Wout Van Aert ( Team Visma-Lease a Bike): opgave na val

1e etappe ·
2e etappe ·
3e etappe ·
4e etappe ·
5e etappe ·
6e etappe ·
7e etappe ·
8e etappe ·
9e etappe ·
10e etappe ·
11e etappe ·
12e etappe ·
13e etappe ·
14e etappe ·
15e etappe ·
16e etappe ·
17e etappe ·
18e etappe ·
19e etappe ·
20e etappe ·
21e etappe
Startlijst · Eindstanden · Afbeeldingen